# Craig Conway (voetballer)
Craig Ian Conway (Irvine, 2 mei 1985) is een Schots voormalig voetballer die doorgaans speelde als middenvelder. Tussen 2003 en 2021 was hij actief voor Ayr United, Dundee United, Cardiff City, Brighton & Hove Albion, Blackburn Rovers, Salford City en St. Johnstone. Conway maakte in 2009 zijn debuut in het Schots voetbalelftal en kwam uiteindelijk tot zeven interlandoptredens.

## Clubcarrière
Conway komt uit de jeugdopleiding van Ayr United en brak bij die club dan ook door. Na drie jaar in het eerste elftal van Ayr verkaste hij naar Dundee United. Vijf jaar later vertrok de middenvelder transfervrij naar Cardiff City. Die club besloot hem op 13 september 2013 voor drie maanden te verhuren aan Brighton & Hove Albion. Na afloop van deze verhuurperiode werd hij op 31 januari 2014 door Blackburn Rovers overgenomen. Aan het einde van het seizoen 2017/18 verlengde Conway zijn verbintenis met één jaar, tot medio 2019. Na afloop van dit contract kon hij nog langer bij Blackburn blijven, maar in plaats daarvan besloot hij geen nieuw contract te tekenen. Hierop tekende hij bij Salford City. Medio 2020 keerde Conway terug naar Schotland, waar hij voor St. Johnstone ging spelen. Na één seizoen bij die club vertrok de middenvelder weer. In maart 2022, toen hij zeven maanden zonder club, besloot Conway op zesendertigjarige leeftijd een punt te zetten achter zijn actieve loopbaan.

## Interlandcarrière
Conway maakte zijn debuut in het Schots voetbalelftal op 10 oktober 2009. Op die dag werd een vriendschappelijke wedstrijd tegen Japan met 2–0 verloren. De middenvelder begon in de basis en werd in de tweede helft gewisseld. Op 15 november 2013 had hij zijn eerste basisplaats, tegen de Verenigde Staten (0–0).
| Interlands van Craig Conway voor Schotland | Interlands van Craig Conway voor Schotland | Interlands van Craig Conway voor Schotland | Interlands van Craig Conway voor Schotland | Interlands van Craig Conway voor Schotland | Interlands van Craig Conway voor Schotland |
| №                                          | Datum                                      | Wedstrijd                                  | Uitslag                                    | Competitie                                 | Goals                                      |
| Als speler bij Dundee United               | Als speler bij Dundee United               | Als speler bij Dundee United               | Als speler bij Dundee United               | Als speler bij Dundee United               | Als speler bij Dundee United               |
| ------------------------------------------ | ------------------------------------------ | ------------------------------------------ | ------------------------------------------ | ------------------------------------------ | ------------------------------------------ |
| 1                                          | 10 oktober 2009                            | Japan – Schotland                          | 2 – 0                                      | Vriendschappelijk                          |                                            |
| 2                                          | 9 februari 2011                            | Noord-Ierland – Schotland                  | 0 – 3                                      | Vriendschappelijk                          |                                            |
| Als speler bij Cardiff City                |                                            |                                            |                                            |                                            |                                            |
| 3                                          | 11 november 2011                           | Cyprus – Schotland                         | 1 – 2                                      | Vriendschappelijk                          |                                            |
| 4                                          | 7 juni 2013                                | Kroatië – Schotland                        | 0 – 1                                      | WK 2014 kwalificatie                       |                                            |
| 5                                          | 14 augustus 2013                           | Engeland – Schotland                       | 3 – 2                                      | Vriendschappelijk                          |                                            |
| Als speler bij Brighton & Hove Albion      |                                            |                                            |                                            |                                            |                                            |
| 6                                          | 15 november 2013                           | Schotland – Verenigde Staten               | 0 – 0                                      | Vriendschappelijk                          |                                            |
| 7                                          | 19 november 2013                           | Noorwegen – Schotland                      | 0 – 1                                      | Vriendschappelijk                          |                                            |

## Erelijst
| Competitie    |               |               |               |               |
| Competitie    | Aantal        | Jaren         |               |               |
| Dundee United | Dundee United | Dundee United | Dundee United | Dundee United |
| ------------- | ------------- | ------------- | ------------- | ------------- |
| Scottish Cup  | 1             | 2009/10       |               |               |
| Cardiff City  |               |               |               |               |
| Championship  | 1             | 2012/13       |               |               |